# Norte de Roraima
Norte de Roraima is een van de twee mesoregio's van de Braziliaanse deelstaat Roraima. Zij grenst in Brazilië alleen aan de mesoregio Sul de Roraima en tevens aan Venezuela en Guyana. De mesoregio heeft een oppervlakte van ca. 98.547 km². In 2005 werd het inwoneraantal geschat op 313.456.
Twee microregio's behoren tot deze mesoregio:
- Boa Vista
- Nordeste de Roraima

Mesoregio's: Norte de Roraima · Sul de Roraima

Microregio's: Boa Vista · Caracaraí · Nordeste de Roraima · Sudeste de Roraima